# 東川根村
東川根村（ひがしかわねむら）は静岡県の中部、志太郡に属していた村である。現在の川根本町北東部にあたる。

## 地理
- 山：高山、智者山、天狗石山、七ツ峰、三ツ峰
- 河川：大井川

## 歴史
- 1889年（明治22年）4月1日 - 町村制の施行により、藤川村、青部村、田代村、桑野山村、梅地村、上岸村が合併して発足。
- 1956年（昭和31年）9月30日 - 榛原郡上川根村と合併して本川根町が発足。同日東川根村廃止。

## 交通

### 鉄道路線
- 大井川鉄道（現・大井川鐵道）
  - 大井川本線
    - 青部駅